# Medalha Howard N. Potts
A Medalha Howard N. Potts foi uma condecoração em ciência e engenharia concedida pelo Instituto Franklin.

## Laureados
- 1911 - William Coblentz (Física)[1]
- 1912 - William Arthur Bone (Química)[1]
- 1913 - James A. Bizzell (Ciências da Terra)[1]
- 1913 - Thomas Lyttleton Lyon (Ciências da Terra)[1]
- 1914 - Ralph Modjeski (Engenharia)[1]
- 1916 - William Jackson Humphreys (Física)[1]
- 1916 - William Spencer Murray (não especificado)[1]
- 1917 - Ulric Dahlgren (Biologia)[1]
- 1918 - Alexander Gray (Engenharia)[1]
- 1918 - Arthur Edwin Kennelly (Engenharia)[1]
- 1918 - Louis Vessot King (Engenharia)[2]
- 1919 - Reynold Janney (Engenharia)[2]
- 1919 - Clarence P. Landreth (Química)[2]
- 1919 - Harvey D. Williams (Engenharia)[2]
- 1920 - Wendell Addison Barker (Invenção)[2]
- 1920 - Edward P. Bullard, Jr. (Engenharia)[2]
- 1921 - Elmer McCollum (Biologia)[2]
- 1921 - Alfred O. Tate (Engenharia)[2]
- 1922 - Ernest George Coker (Física)[2]
- 1922 - Charles R. Downs (Química)[2]
- 1922 - Richard Bishop Moore (Química)[2]
- 1922 - J. M. Weiss (Química)[2]
- 1923 - Albert W. Hull (Química)[2]
- 1924 - John August Anderson (Engenharia)[2]
- 1924 - William Gaertner (Engenharia)[2]
- 1925 - Charles Thomson Rees Wilson (Física)[2]
- 1926 - William David Coolidge (Física)[2]
- 1926 - Howard W. Matheson (Química)[2]
- 1927 - George E. Beggs (Física)[3]
- 1927 - Marion Eppley (Engenharia)[3]
- 1928 - Eugene C. Sullivan (Química)[3]
- 1928 - William C. Taylor (Química)[3]
- 1928 - Oscar G. Thurow (Engenharia)[3]
- 1931 - Benno Strauss (Engenharia)[3]
- 1932 - George Paget Thomson (Física)[3]
- 1933 - Igor Sikorsky (Engenharia)[3]
- 1934 - Ernst Georg Fischer (Engenharia)[3]
- 1936 - Felix Andries Vening Meinesz (Engenharia)[3]
- 1937 - John Clyde Hostetter (Engenharia)[3]
- 1938 - Lars Olai Grondahl (Engenharia)[3]
- 1939 - Newcomb K. Chaney (Engenharia)[3]
- 1939 - H. Jermain Creighton (Engenharia)[3]
- 1941 - Harold Eugene Edgerton (Engenharia)[3]
- 1942 - Jesse Beams (Física)[3]
- 1942 - Harcourt Colborne Drake (Engenharia)[3]
- 1942 - Bernard Lyot (Física)[3]
- 1943 - Don Francisco Ballen (Biologia)[4]
- 1943 - Paul Renno Heyl (Física)[4]
- 1945 - Edwin Albert Link (Engenharia)[4]
- 1946 - Ira Sprague Bowen (Física)[4]
- 1946 - Bengt Edlen (Física)[4]
- 1946 - Sanford Alexander Moss (Engenharia)[4]
- 1947 - Vladimir Zworykin (Engenharia)[4]
- 1948 - Eugene Houdry (Química)[4]
- 1948 - Clarence A. Lovell (Engenharia)[4]
- 1948 - David Bigelow Parkinson (Engenharia)[4]
- 1949 - John Presper Eckert (Computação e Ciência cognitiva)[4]
- 1949 - Clinton Richards Hanna (Engenharia)[4]
- 1949 - John Mauchly (Computação e Ciência cognitiva)[4]
- 1950 - Merle Antony Tuve (Engenharia)[4]
- 1951 - Basil A. Adams (Engenharia)[4]
- 1951 - Clifford Foust (Física)[4]
- 1951 - Eric Leighton Holmes (Química)[4]
- 1956 - Edwin Land (Engenharia)[5]
- 1958 - William Nelson Goodwin, Jr. (Engenharia)[5]
- 1958 - Emanuel Rosenberg (Engenharia)[5]
- 1959 - George Washington Morey (Engenharia)[5]
- 1960 - Charles Stark Draper (Engenharia)[5]
- 1962 - Wilbur H. Goss (Engenharia)[5]
- 1964 - Erwin Wilhelm Müller (Engenharia)[5]
- 1965 - Christopher Sydney Cockerell (Engenharia)[5]
- 1966 - Robert Kunin (Química)[5]
- 1967 - John Louis Moll (Engenharia)[5]
- 1968 - Henrich Focke (Engenharia)[5]
- 1969 - Albert Ghiorso (Química)[5]
- 1969 - Charles Ginsburg (Engenharia)[5]
- 1970 - Jacques-Yves Cousteau (Biologia)[5]
- 1971 - William David McElroy (Biologia)[5]
- 1972 - Jacques Piccard (Engenharia)[5]
- 1973 - Charles Howard Vollum (Engenharia)[5]
- 1974 - Jay Wright Forrester (Engenharia)[5]
- 1975 - LeGrand Van Uitert (Engenharia)[6]
- 1976 - Stephanie Kwolek (Engenharia)[6]
- 1976 - Paul W. Morgan (Engenharia)[6]
- 1977 - Godfrey Hounsfield (Biologia)[6]
- 1978 - Michael Szwarc (Química)[6]
- 1979 - Seymour Cray (Computação e Ciência cognitiva)[6]
- 1979 - Richard Whitcomb (Engenharia)[6]
- 1980 - Stanley G. Mason (Física)[6]
- 1981 - Uno Lamm (Engenharia)[6]
- 1982 -  Charles Gilbert Overberger (Química)[6]
- 1983 - George G. Guilbault (Biologia)[6]
- 1983 - Paul Christian Lauterbur (Física)[6]
- 1985 - William Cochran (Biologia)[6]
- 1986 - Martin Kruskal (Física)[6]
- 1986 - Norman Zabusky (Física)[6]
- 1988 - Dudley Dean Fuller (Engenharia)[6]
- 1989 - Charles William Oatley (Física)[6]
- 1991 - Dick Morley (Computação e Ciência cognitiva)[6]